# Bodo Nischan
Bodo Nischan (geboren am 3. Mai 1939 in Berlin; gestorben am 21. Oktober 2001 in Greenville, North Carolina) war ein deutsch-amerikanischer Historiker. Sein Schwerpunkt war die Geschichte der Konfessionalisierung im Heiligen Römischen Reich in der Frühen Neuzeit.

## Leben
Zu Bodo Nischans Ahnen gehörte eine Reihe von Theologen und Ingenieuren; auch sein Vater Karl war ein Ingenieur, seine Mutter kam aus einer Familie von Landeigentümern. Seine frühe Kindheit erlebte er als Kriegskind des Zweiten Weltkriegs mit Bombenangriffen und unter dem Eindruck, dass sein Vater von NS-Agenten gesucht wurde. Mit seinen Eltern und seinem 1945 geborenen Bruder Hans-Ulrich floh er vor den näherrückenden Truppen der Roten Armee. In seiner Schulbildung zeigte sich sein Talent für Naturwissenschaften, Geschichte und Sprachen, besonders im Französischen. 1956 emigrierte die Familie in die Vereinigten Staaten nach New Haven, Connecticut, wo er die High School für ein Jahr besuchte und abschloss.
Anschließend bezog er die Yale University, belegte anfangs vor allem Kurse in Ingenieurwissenschaft und ließ sich in den ersten beiden Sommersemesterferien bei einem Linsenmacher ausbilden. Nach zwei Jahren wechselte er zu den Geisteswissenschaften und erhielt 1961 seinen Bachelor of Arts. Anschließend besuchte er für drei Jahre das lutherische theologische Seminar in Philadelphia, lernte dort Latein und Altgriechisch sowie die zentralen theologisch-politischen Fragestellungen des 16. Jahrhunderts und schloss 1965 mit dem Bachelor of Divinity ab. An der University of Pennsylvania schrieb er seine Dissertation in Renaissance- und Reformationsgeschichte, die er 1971 abschloss.
Nischan begann seine Dozententätigkeit 1969 an der East Carolina University in Greenville, North Carolina. Dort wurde er 1977 als herausragender Dozent der Undergraduates geehrt und betreute elf Doktorarbeiten im Bereich der Renaissance- und Reformationsstudien. Er arbeitete das dortige Lehrprogramm für Mittelalter- und Renaissance-Studien aus und knüpfte Verbindungen zur Universität Ferrara. 1998 übernahm er für ein Jahr die Leitung der Geschichtsfakultät.
Nischan heiratete 1968 Gerda, die er im Jahr zuvor als kurzzeitige Austauschkraft des deutschen Konsulats in Philadelphia kennengelernt hatte. Sie hatten einen Sohn. Er starb an einem im April 2001 diagnostizierten Gehirntumor und wurde im Pinewood Cemetery seiner Heimatstadt bestattet. Die Society for Reformation Research widmete seinem Andenken im Oktober des Jahres die Plenumssitzung und einen Preis, den Bodo Nischan Award for Scholarship, Civility, and Service, den im ersten Jahr Charles Nauert zugesprochen bekam. Seine Fakultät ernannte Nischan posthum zum „Distinguished Professor of History“ des Jahres 2002. Zudem benannte die Joyner Library seiner Universität ein Schreibstipendium nach ihm. 2002 erschien ein Gedenkband für Nischan mit Aufsätzen zur Konfessionalisierung im europäischen Vergleich, den drei seiner Universitätskollegen herausgaben.

## Werk
Ein Verzeichnis der Veröffentlichungen Nischans findet sich in der Gedenkschrift Confessionalization in Europe, die 2004 zu seinen Ehren erschien. Er beschäftigte sich hauptsächlich mit der lange vernachlässigten zweiten Hälfte des 16. Jahrhunderts. Neben vielen Aufsätzen in Fachzeitschriften wie dem The Sixteenth Century Journal, von denen einige 1999 gesammelt in seinem Band Lutherans and Calvinists in the Age of Confessionalism erschienen, gilt als sein wichtigster Forschungsbeitrag die Monographie Prince, People and Confession: The Second Reformation in Brandenburg, die 1994 veröffentlicht wurde. Die darin behandelten Folgen der Konversion Kurfürst Johann Sigismunds gelten als wichtiger Beitrag zum Verständnis der calvinistischen sogenannten Zweiten Reformation in der Konfessionalisierung. Die archivalischen Vorarbeiten insbesondere in Merseburg waren durch die deutsche Teilung erschwert. Nischans Forschung zu den konfessionellen Auseinandersetzungen des 16. und 17. Jahrhunderts rückte deren bis dahin wenig beachtete kulturelle und rituell-liturgische Dimensionen ins Zentrum. Sein Buchprojekt einer Geschichte der Frömmigkeitsformen konnte er nicht abschließen.